# Eduard Spelterini
Eduard Spelterini, nato Schweizer (Bazenheid, 2 giugno 1852 – Zipf, 16 giugno 1931), è stato un fotografo svizzero, pioniere dell'aerofotogrammetria.

## Biografia

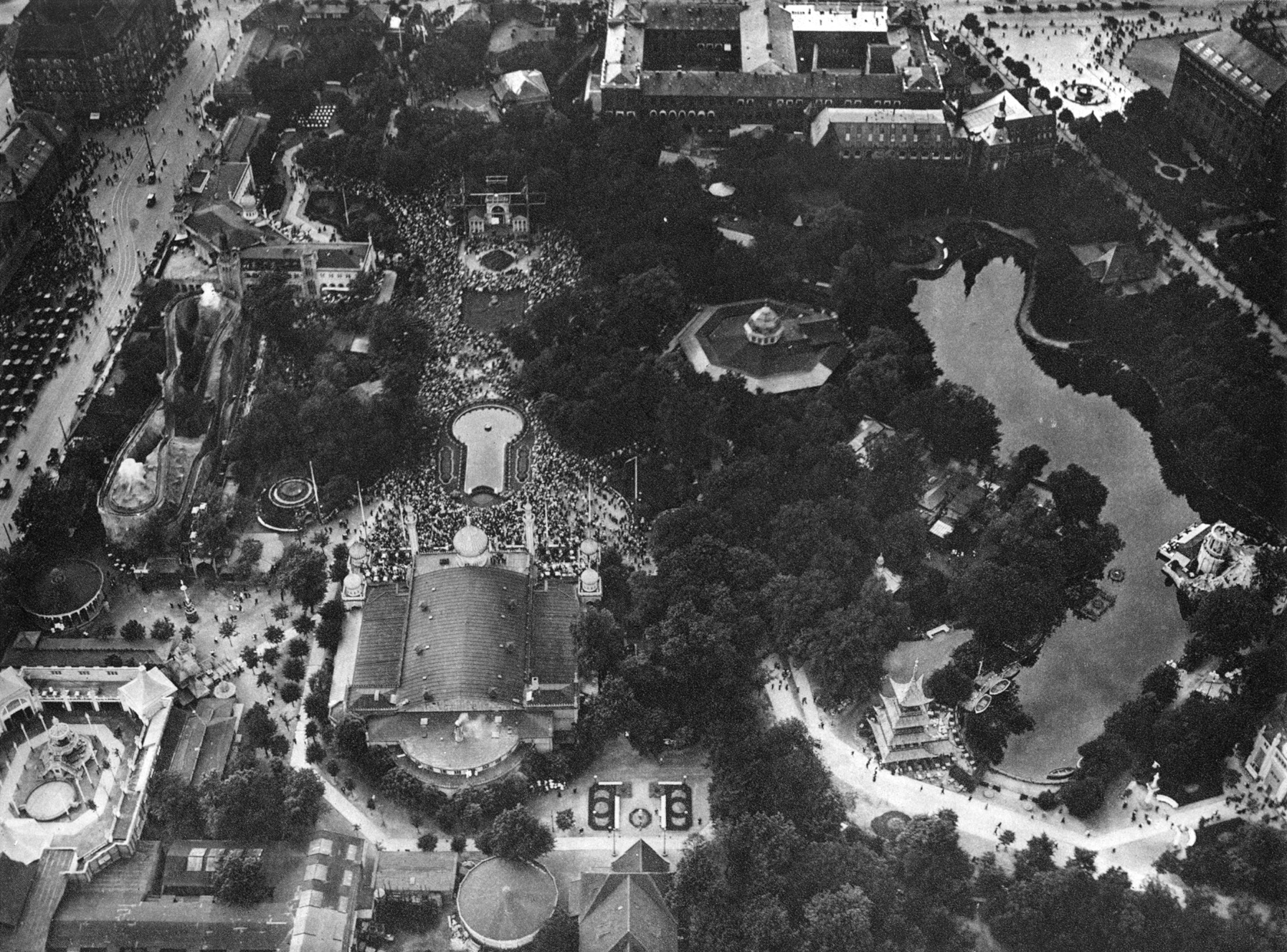
I giardini di Tivoli in una foto di Spelterini

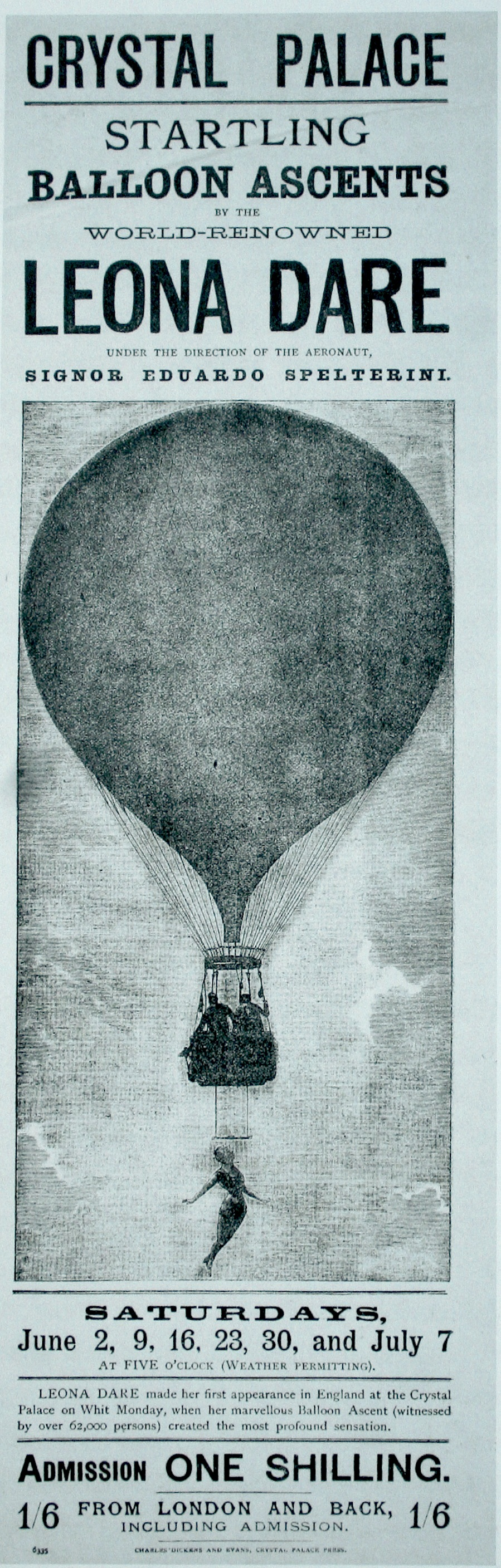
Un articolo di giornale che riporta l'evento di Londra

Eduard Schweizer nacque a Bazenheid, nel distretto del Toggenburgo, in Svizzera, da Sigmund Schweizer, birraio e oste, e Maria Magdalena Sütterlin. All'età di 8 anni si trasferì con la famiglia in Nord Italia, probabilmente in provincia di Como. A 18 anni si trasferì prima a Milano e poi a Parigi per poter studiare l'opera. Sembra che abbia adottato il suo cognome Spelterini in questo periodo. Abbandonò gli studi di musica a causa di una grave polmonite ma nel 1877 ottiene la licenza come pilota di palloni aerostatici dall'Académie d'Aérostation météorologique de France di Parigi.
Pochi anni dopo inizia a trasportare passeggeri e nel 1887 acquista un pallone di sua proprietà, che lui stesso ribattezzerà Urania. Lo stesso anno si recò a Londra per uno spettacolo con la trapezista statunitense Leona Dare, che si sarebbe esibita a mezz'aria legata ad Urania alla guida di Spelterini. Insieme attraversarono l'Europa Orientale fino a Mosca, dove si separarono. Successivamente sorvolò le città di Bucarest e Salonicco, fino a giungere a Il Cairo, in Egitto, e dopo aver fotografato la necropoli di Giza si reca prima a Napoli e poi a Istanbul.
Nel 1914 sposa Emma Karpf nella chiesa di San Martino nei Campi di Londra. Con lo scoppio della prima guerra mondiale e la chiusura dei confini, Spelterini fu costretto a ritirarsi dalle sue avventure e si stabilì con la moglie presso Coppet. I suoi risparmi finirono presto, sia perché non poteva lavorare sia per le conseguenze della guerra, inoltre lo sviluppo dell'aereo aveva sorpassato di gran lunga i palloni aerostatici.
Nel 1922 lavorò a Copenaghen, facendo sorvolare ai passeggeri a bordo di Urania, i giardini di Tivoli. Non gli piacque come lavoro e decise di ritirarsi a Zipf, vicino Vöcklabruck. Nel 1926 tentò un'ultima volta di volare, con l'aiuto finanziario di alcuni amici, ma svenne durante il sorvolo di Zurigo, e dopo un atterraggio di fortuna ad opera dei passeggeri, tornò a Zipf, dove morì povero e dimenticato nel 1931.
Le Ferrovie Federali Svizzere hanno dedicato alla sua memoria uno degli elettrotreni FFS RABDe 500.